# Millennium Project
Il Millennium Project è un think-tank globale indipendente con sede a Washington e nodi in 65 paesi del mondo, impegnato nella ricerca, nello studio e nella divulgazione dei futures studies.

## Storia
Viene fondato nel 1996 a seguito di uno studio di fattibilità condotto dall'Università delle Nazioni Unite, Smithsonian Institute, UNESCO e Futures Group International, a cui partecipano oltre 200 futuristi e studiosi da oltre 50 paesi. L'obiettivo del Millennium Project è quello di utilizzare le più avanzate metodologie di analisi sociale, statistica e futures studies al servizio dello studio delle dinamiche globali, per fornire consulenza a istituzioni e governi su come affrontare le grandi sfide di lungo termine. Queste analisi sono riassunte attraverso l'Indice dello Stato del Futuro (State of the Future Index) che analizza annualmente 15 sfide globali. 
Periodicamente, il Millennium Project pubblica il rapporto The State of the Future che sintetizza le risultanze delle sue ricerche e aggiorna l'Indice dello Stato del Futuro. Alcune edizioni di questo rapporto sono state pubblicate in italiano su iniziativa del nodo italiano del Millennium Project: le edizioni 2008 e 2009 dall'Istituto Internazionale Jacques Maritain e l'edizione 2018 (Lo stato del futuro 19.1) dall'Italian Institute for the Future. Oltre a ciò, il Millennium Project gestisce il Global Futures Intelligence System, un sistema online di intelligenza collettiva a disposizione su abbonamento di professionisti, enti e governi, e pubblica un compendio di metodologie di futures studies (Futures Research Methodologies). 
Nel 2016 ha collaborato con la NATO in un progetto per l'individuazione di potenziali minacce derivanti dalle tecnologie emergenti. 
Il Millennium Project è stato selezionato tra i migliori think-tank mondiali dal Go to Think Tank Index dell'Università della Pennsylvania, indicato da UN-HABITAT nella lista delle 100 migliori pratiche per il conseguimento degli Obiettivi di sviluppo sostenibile e dal Dipartimento per l'Energia degli Stati Uniti tra le migliori sette organizzazioni di previsione sociale del mondo. 

## Pubblicazioni
- Jerome C. Glenn, Theodore J. Gordon (a cura di), Futures Research Methdologies 3.0, 2009.
- Jerome C. Glenn, Elizabeth Florescu (a cura di), The State of the Future, 2017; ed. it. Lo stato del futuro 19.1, a cura di Mara Di Berardo e Roberto Paura, Italian Institute for the Future, 2018.
- Jerome C. Glenn (a cura di), Work/Technology 2050: Scenarios and Actions, 2019.